# Copa de baloncesto de Montenegro
La Copa de baloncesto de Montenegro (Cirílico: Цопа де балонцесто де Монтенегро) es un torneo de eliminación de baloncesto que se celebra anualmente en Montenegro. Fue creada en el año 2007. El campeón actual es el Budućnost, que consiguió en 2022 su decimoquinta copa.

## Finales
| Año  | Campeón           | Subcampeón  | Resultado |
| ---- | ----------------- | ----------- | --------- |
| 2007 | Budućnost         | Lovćen      | 87–62     |
| 2008 | Budućnost         | Danilovgrad | 93-65     |
| 2009 | Budućnost         | Mogren      | 89–70     |
| 2010 | Budućnost         | Mornar Bar  | 97–79     |
| 2011 | Budućnost         | Lovćen      | 68–43     |
| 2012 | Budućnost         | Sutjeska    | 71–64     |
| 2013 | Sutjeska          | Budućnost   | 64–55     |
| 2014 | Budućnost         | Sutjeska    | 83–57     |
| 2015 | Budućnost         | Zeta 2011   | 98–61     |
| 2016 | Budućnost         | Mornar Bar  | 90–80     |
| 2017 | Budućnost         | Mornar Bar  | 72–68     |
| 2018 | Budućnost         | Mornar Bar  | 87–83     |
| 2019 | Budućnost         | Sutjeska    | 85–71     |
| 2020 | Budućnost         | Mornar Bar  | 92–83     |
| 2021 | Budućnost         | Mornar Bar  | 102-93    |
| 2022 | Budućnost         | Mornar Bar  | 89-77     |
| 2023 | Budućnost         | Podgorica   | 76-67     |
| 2024 | Studentski centar | Budućnost   | 81-80     |

## Copas por club
| Club              | Títulos | Finalista | Años Campeón                                                                                   | Años Finalista                           |
| ----------------- | ------- | --------- | ---------------------------------------------------------------------------------------------- | ---------------------------------------- |
| Budućnost         | 16      | 5         | 2007, 2008, 2009, 2010, 2011, 2012, 2014, 2015, 2016, 2017, 2018, 2019, 2020, 2021, 2022, 2023 | 2013, 2024                               |
| Sutjeska          | 1       | 3         | 2013                                                                                           | 2012, 2014, 2019                         |
| Studentski centar | 1       |           | 2024                                                                                           |                                          |
| Mornar Bar        | -       | 7         |                                                                                                | 2010, 2016, 2017, 2018, 2020, 2021, 2022 |
| Lovćen            | -       | 2         |                                                                                                | 2007, 2011                               |
| Danilovgrad       | -       | 1         |                                                                                                | 2008                                     |
| Mogren            | -       | 1         |                                                                                                | 2009                                     |
| Zeta 2011         | -       | 1         |                                                                                                | 2015                                     |
| Podgorica         | -       | 1         |                                                                                                | 2023                                     |